# NEC APC III
NEC APC III (APC III) је професионални рачунар фирме NEC који је почео да се производи у Јапану током 1983. године.
Користио је Intel 8086 микропроцесорску јединицу а RAM меморија рачунара је имала капацитет од 128 KB до 640 KB. 
Као оперативни систем кориштена је посебна верзија MS-DOS 2.11.

## Детаљни подаци
Детаљнији подаци о рачунару APC III су дати у табели испод.
|                       |                                      |
| [ 1 ]                 |                                      |
| Произвођач            |                                      |
| Тип                   | професионални рачунар                |
| Меморија              | 128 до 640 KB                        |
| Поријекло             | Јапан                                |
| Година                | 1983                                 |
| Тастатура             | 101-тастер са 12 функцијских тастера |
| Процесор              |                                      |
| Фреквенција процесора | 8                                    |
| RAM                   | 128 до 640 KB                        |
| ROM                   | непознато                            |
| Текст                 | 40 или 80 стубова x 25 линија        |
| Графика               | 640 x 400 тачака, битмап боја        |
| Боја                  |                                      |
| Звук                  | унутрашњи звучник                    |
| Димензије             | непознато                            |
| Портови               |                                      |
| Оперативни систем     | верзија                              |